# Sillens
Sillens ist als Bauerschaft ein Ortsteil von Burhave in der Gemeinde Butjadingen im Landkreis Wesermarsch mit 131 Einwohnern (Stand 2008).

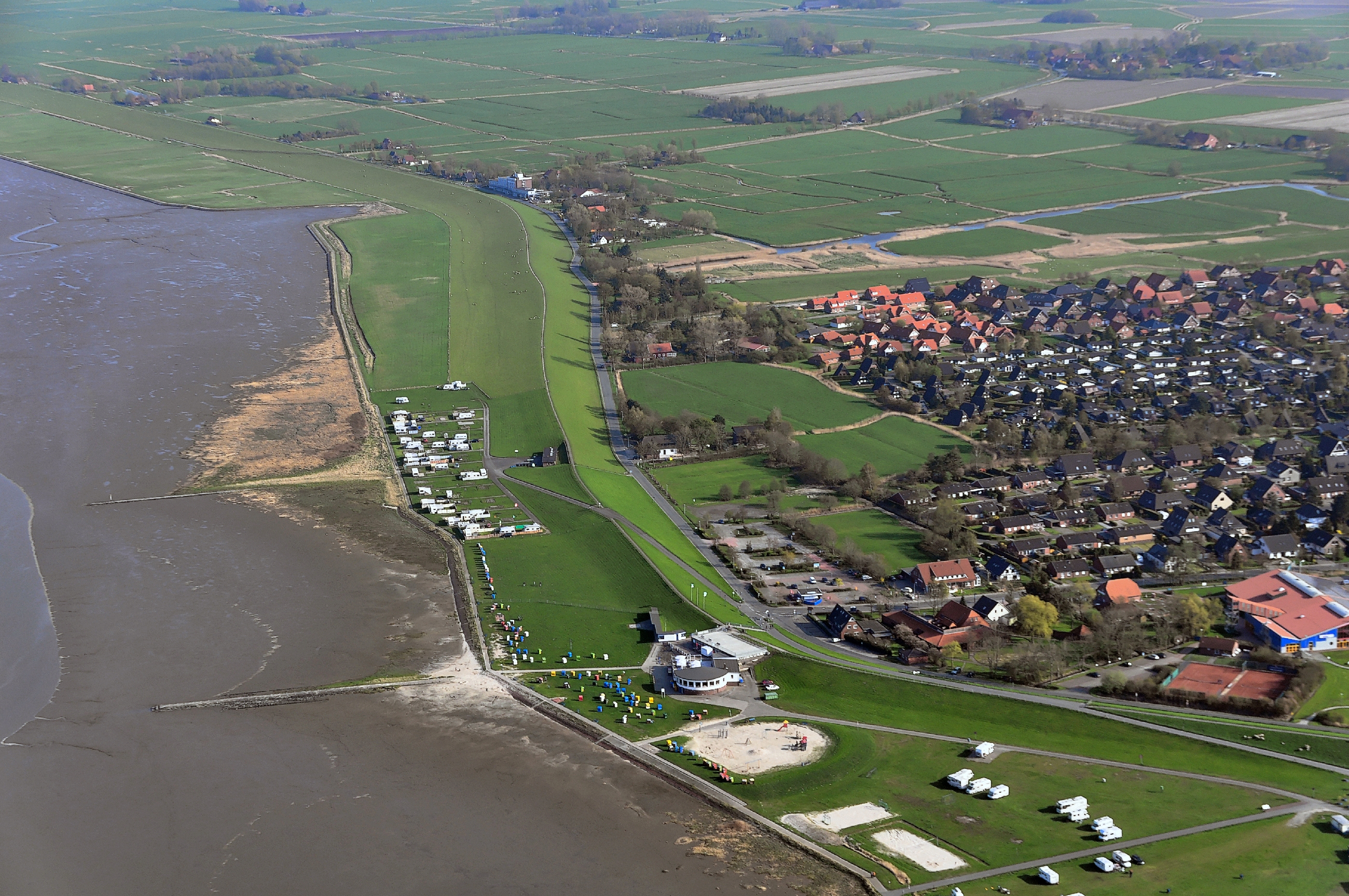
Sillens oben rechts im Hintergrund, Burhave im Vordergrund.

## Geschichte

### Frühgeschichte
Sillens befindet sich auf einer Wurt. Diese befindet sich auf dem südlichen Uferrückens von Butjadingen. Eine archäologische Ausgrabung auf der Wurt brachte tiefe Einblicke in die Besiedlungsgeschichte des Ortes: Um Christi Geburt fand hier die erste Besiedlung als Flachsiedlung statt. Im ersten Jahrhundert nach Christus wurde der Wohnplatz aufgrund des steigenden Meeresspiegels um 3,5 Meter erhöht. Es konnte eine sechsphasige Besiedlung mit übereinanderliegenden Hausgrundrissen festgestellt werden. Es folgte eine weitere Erhöhung um 40 cm. Im zweiten Jahrhundert wurde die Siedlung vorübergehend aufgegeben, da sich die Küstenlinie 2,5 Kilometer in Richtung Nordsee verschoben hatte. Im 7./8. Jahrhundert wurde die Wurt während der friesischen Landnahme neu besiedelt. Zu dieser Zeit wurde die Wurt um 1,2 Meter erhöht. Aus der Zeit um 800 n. Chr. finden sich Körperbestattungen, die Grabbeigaben wie Nadeln und Perlen aufweisen. Diese Gräber haben Ähnlichkeiten mit Bestattungen ländlicher Oberschichten in friesischen Gräberfeldern im ostfriesischen und niederländischen Küstengebiet.

### Ab dem Mittelalter
Die Erstnennung von Sillens war im Jahr 1479, zu einer Versammlung der Richter von Butjadingen. Während der Weihnachtsflut 1717 ging die Schule von Sillens verloren. Die Beschulung der Kinder wurde 1721 neu begründet, jedoch ging der Lehrer Reiner Fischer von Haus zu Haus, da es kein eigenes Schulgebäude gab. Erst 1726 ist wieder eine Schule nachgewiesen, die jedoch ungenügend war. Der Burhaver Pastor Hartmann Klein schenkte deshalb ein ererbtes Haus. 1855 gab es eine einklassige Schule mit 102 Schülern. 1855 wurde die Schule von Isens der Sillenser Schule zugelegt. Der Schulbetrieb endete 1960.

### Verwaltungsgeschichte
Zur Bauerschaft Sillens gehören und gehörten das bei der Weihnachtsflut 1717 untergegangene Dorf Langemehne und die Orte Sillenserwisch, Sillenserpalz, Sillenserdeich, Burhaversiel, Sillenserbrake und Burhaver Mühle.
Seit 1974 ist Sillens Teil der Gemeinde Butjadingen, zuvor gehörte es zur Gemeinde Burhave.

## Wirtschaft
Sillens ist landwirtschaftlich und touristisch geprägt.

### Wohn- und Feriensiedlung
Seit 2020 gibt es einen rechtskräftigen Bebauungsplan, der auf der Dorfwurt Sillens die Errichtung von acht Wohnhäuser zulässt. Da es sich bei Sillens um eine sehr alte und gewachsene Siedlung handelt, wurden die Planungen in Abstimmung mit der Denkmalschutzbehörde genehmigt. Um das archäologische Denkmal Dorfwurt zu schützen, schrieb die Denkmalschutzbehörde vor, dass nur minimal in den Boden eingegriffen werden soll.

## Demographie
| Jahr | Einwohner |
| ---- | --------- |
| 1675 | 148       |
| 1762 | 227       |
| 1783 | 245       |
| 1815 | 304       |
| 1855 | 394       |
| 1895 | 330       |
| 1925 | 271       |
| 1950 | 342       |
| 1961 | 274       |
| 1970 | 202       |
| 2002 | 139       |